# Fritz Gunst
Fritz Gunst (22 september 1908 – 9 november 1992) was een Duits waterpolospeler.
Gunst nam als waterpoloër driemaal deel aan de Olympische Spelen; in 1928, 1932 en 1936. In 1928 maakte hij deel uit van het Duitse team dat goud wist te veroveren. Hij speelde alle drie de wedstrijden en scoorde een goal. In 1932 veroverde hij met het Duitse team zilver. Hij speelde alle vier de wedstrijden. In 1936 won Duitsland wederom zilver. Hij speelde zes wedstrijden.
Max Amann · 
Karl Bähre · 
Emil Benecke · 
Johann Blank (G) ·
Otto Cordes · 
Fritz Gunst · 
Erich Rademacher (G) ·
Joachim Rademacher
Emil Benecke · 
Otto Cordes · 
Hans Eckstein · 
Fritz Gunst · 
Erich Rademacher · 
Joachim Rademacher · 
Hans Schulze · 
Heiko Schwartz
Bernhard Baier · 
Fritz Gunst · 
Josef Hauser · 
Alfred Kienzle · 
Paul Klingenburg · 
Heinrich Krug · 
Hans Schneider · 
Hans Schulze · 
Gustav Schürger · 
Helmuth Schwenn · 
Fritz Stolze
- Gemeinsame Normdatei: 1034733753
- Virtual International Authority File: 302546670